# ANR Pipeline
ANR Pipeline — одна з найбільших газотранспортних систем США, споруджена для постачання блакитного палива з півдня країни до регіону Великих Озер.
Передумови для спорудження системи виникли в 1930-х роках, коли American Light and Traction розпочала діяльність з розвитку мереж у штаті Мічиган, отримуючи ресурс із нещодавно збудованого Panhandle Eastern Pipeline. Подальші суперечки з цим постачальником призвели до рішення спорудити власний маршрут поставок з газопромислових регіонів. В 1949 році ввели в експлуатацію трубопровід довжиною 1500 миль, що пройшов з півночі Техасу через Оклахому, Канзас, суміжні частини Небраски, Міссурі та Айови до Іллінойсу, звідки розходились гілки у Вісконсин і Мічиган. В наступному десятилітті спорудили новий, східний маршрут від родовищ Луїзіани на узбережжі Мексиканської затоки, який пройшов по лівобережжю Міссісіпі через однойменний штат, Теннессі, Кентуккі до Індіани і далі в Мічиган, де з'єднався із західною гілкою. На той час головна компанія, що розвивала проект, змінила назву на American Natural Gas Company.
В результаті численних модернізацій довжина трубопроводів системи досягла 12600 миль. Станом на 2008 рік за максимальною пропускною здатністю вона знаходилась на п'ятому місці в країні з показником 73,5 млрд м3, при цьому за фактичними обсягами транспортування у попередньому році (21 млрд м3) поступалась лише Transco.
Через ANR Pipeline може транспортуватись ресурс з:
- оффшорних родовищ Мексиканської затоки (перший оффшорний газопровід ввійшов до складу системи ANR ще у 1967 році);
- хабу Перрівіль на півночі Луїзіани, який зокрема отримує ресурс сланцевих формацій Барнетт, Вудфорд та Хейнсвіль через системи Gulf Crossing та Enable Gas Transmission[3][4];
- газопроводу Regency Intrastate Gas, що починаючи з 2010-го постачає продукцію сланцевої формації Хейнсвіль[5];
- трубопроводу Fayetteville Express Pipeline, який обслуговує басейн Арком у штаті Арканзас (включаючи сланцеву формацію Файєтвіль) та приєднується до східної гілки ANR Pipeline[6];
- газопроводу Cheyenne Plains Gas Pipeline, що транспортує блакитне паливо басейнів Скелястих гір від газового хабу Шаєнн до західної гілки системи ANR[7];
- газопроводу Rockies Express, спорудженого в кінці 2000-х для постачання на схід продукції басейнів Скелястих гір — через інтерконектори із західною гілкою в Канзасі та східною в Індіані[6];
- хабу Joilet на околиці Чикаго, куди подається блакитне паливо канадського походження через газопроводи Northern Border та Alliance. Окрім безпосереднього підключення до хабу, у ANR Pipeline існує сполучення з ним через газопровід-інтерконнектор Midwestern Gas Transmission, який до того ж перетинає траси багатьох трубопровідних систем[8];
- газопроводу Great Lakes Gas Transmission, який постачає канадський газ через міжозерне дефіле. З ним існують три перемички на схід від озера Мічиган[9].

Також на півдні у штаті Луїзіана було створене з'єднання з терміналом для прийому зрідженого газу Сабін-Пасс (через газопровід Kinder Morgan Louisiana Pipeline).
Проте внаслідок «сланцевої революції» потреба в імпорті ЗПГ поступово зникла, а згаданий термінал перетворили на експортний завод із зрідження газу. Як наслідок, в середині 2010-х років оголосили про плани реверсу східної гілки ANR Pipeline, яка повинна доставляти сировину для роботи таких заводів на узбережжі Мексиканської затоки.
У складі системи діють підземні сховища загальною потужністю понад 5 млрд м3.